# Bryan Coquard
Bryan Coquard, född 25 april 1992 i Saint-Nazaire, Frankrike, är en fransk cyklist som tog OS-silver i omnium vid de olympiska cyklingstävlingarna 2012 i London. 

## Karriär
Bryan Coquard blev proffs 2013 med det franska stallet Europcar. Han vann etapper 2 och 4 av Étoile de Bessèges 2013.